# 越原はる
越原 はる（こしはら はる、1885年（明治18年）1月24日 – 1959年（昭和34年）1月29日）は、日本の教育者、政治家。衆議院議員（1期）。名古屋女学校（現・名古屋葵大学）創立者。名古屋帯の考案者。越原春子とも。

## 来歴
岐阜県加茂郡越原村（現・東白川村）に生まれる。実家は代々庄屋の家系で、祖父は自宅に開設した寺子屋で師匠を務め、1872年（明治5年）に学制頒布がなされると越原村副戸長として小学校開業願書を提出して許可され、越原尋常小学校で漢学と数学を教えた。父・弥太郎も同小学校の助教を務めた。1899年（明治32年）高等小学校卒業後、岐阜県師範学校教習所裁縫講習科に入り、翌年15歳で岐阜県内の恵那郡加子母第三小学校に赴任する。1年間教員生活を送るが父親の願いによって実家に戻り、4年間家業を手伝っていたが、名古屋で中京裁縫女学校(現・至学館大学)開設の準備をしていた従姉の内木玉枝から協力を求められ、同校の教員となる。1910年（明治43年）早稲田大学の学生だった内木和を婿に迎えた。和は玉枝の弟で、1909年（明治42年）に早稲田大学予科に入学して坪内逍遥らに学び、1913年（大正2年）同大学高等師範部国語漢文及歴史科を卒業、春子と結婚し越原家16代当主となり、春子とともに中京裁縫女学校の教師として勤務した。
1915年（大正4年）名古屋女学校を夫とともに創立。翌年には婦人問題研究会の発起人に名を連ね、女性の地位向上運動に尽力する。その後1926年（大正15年）に夫に代わって校長に就任した。
婦人参政権の確立により日本初の男女普通選挙となった1946年（昭和21年）の第22回衆議院議員総選挙で愛知県第1区から新生公民党公認で立候補して当選した。この選挙で日本初の女性衆議院議員が39名誕生し、その一人となった。当選後は国民協同党に入った。翌年の第23回衆議院議員総選挙には出馬しなかった。
1948年（昭和23年）に名古屋女学院中学校校長に就任。1950年（昭和25年）に名古屋女学院短期大学（現・名古屋女子大学短期大学部）が開設されると学長に就任した。1958年（昭和33年）藍綬褒章を受章。翌1959年脳軟化症のため死去。死去後、従五位に叙され、勲四等瑞宝章を受章した。